# Max Martin

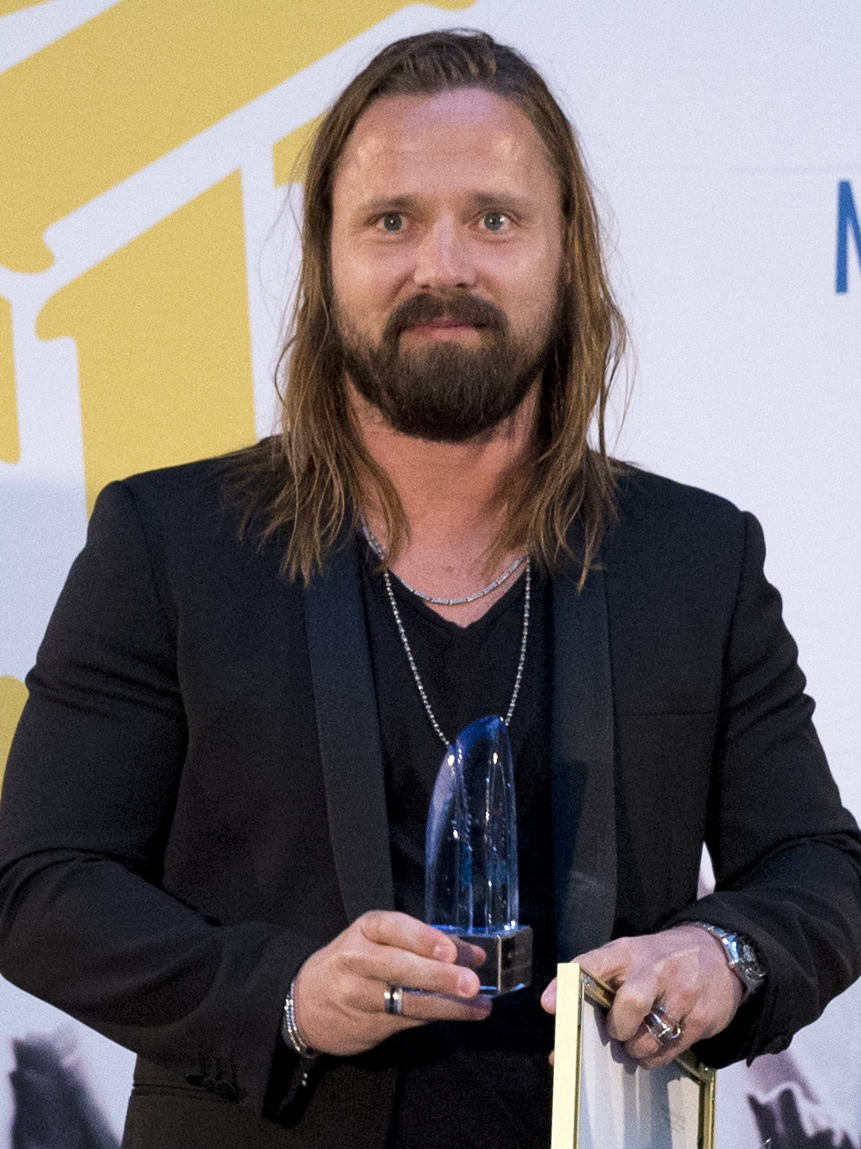
Max Martin (2015)

Martin Karl Sandberg (Stockholm, 26 februari 1971) is een Zweeds pop-dancemuziekproducent en songwriter. Hij is het best bekend onder zijn artiestennaam Max Martin. Martin komt in 1993 in dienst bij de Cheiron studios van Denniz Pop en wordt daar diens assistent. Als Denniz in 1998 sterft neemt Martin zijn rol over. Martin werkt ook veel samen met rapper en tekstschrijver Herbie Crichlow.
Hij heeft hits geschreven voor onder anderen Bon Jovi, Solid HarmoniE, Katy Perry, Adele, Backstreet Boys, *NSYNC, Britney Spears en Ariana Grande. Ook heeft hij samengewerkt met Taylor Swift. Een aantal hits van zijn hand zijn We are never ever getting back together, I knew you were trouble, Welcome to New York, Blank Space, Style, Out of the Woods, All You Had To Do Was Stay, Shake It Off, Bad Blood, Wildest Dreams, How You Get The Girl, This love, I Wish You Would, You Are In Love, ...Ready For It, End Game, I Did Something Bad, Don't Blame Me, Delicate, Gorgeous, King of My Heart, ME!, You Need to Calm Down en Crazier van Taylor Swift. Ook is hij de producent van Swift's nieuwe album The Life Of A Showgirl, die 3 oktober 2025 uitkomt. Since U Been Gone en My Life Would Suck Without You van Kelly Clarkson, Whataya Want from Me van Adam Lambert, So What en Please Don't Leave Me van P!nk, Blinding Lights van The Weeknd en Higher Power van Coldplay.  
In 2016 was hij laureaat van de Polar Music Prize.
- Bibsys: 11038756
- Biblioteca Nacional de España: XX5560724
- Bibliothèque nationale de France: cb14119338s (data)
- Gemeinsame Normdatei: 135406684
- International Standard Name Identifier: 0000 0001 1453 5573
- Library of Congress Control Number: n2009059833
- MusicBrainz: 6622a50e-5206-44d0-9ad5-96047a726dcf
- Nationale Bibliotheek van Polen: a0000003749663
- LIBRIS: 214352
- Virtual International Authority File: 100988546
- WorldCat: E39PBJwddQDmfymjhdXhkP8jYP